# Souhail Hamouchane
Souhail Hamouchane (en arabe : سهيل حموشان), né le 26 novembre 1997, est un nageur marocain.

## Carrière
Aux Jeux africains de 2019 à Casablanca, Souhail Hamouchane remporte la médaille de bronze du relais 4 x 100 mètres nage libre ; il est aussi sixième de la finale du 50 mètres nage libre.